# تورانس سمول
تورانس سمول (بالإنجليزية: Torrance Small)‏ هو لاعب كرة قدم أمريكية أمريكي، ولد في 4 سبتمبر 1970 في تامبا في الولايات المتحدة.

## وصلات خارجية
- تورانس سمول على موقع مرجع كرة القدم المحترفة.كوم (الإنجليزية)